# مصف (طباعة)

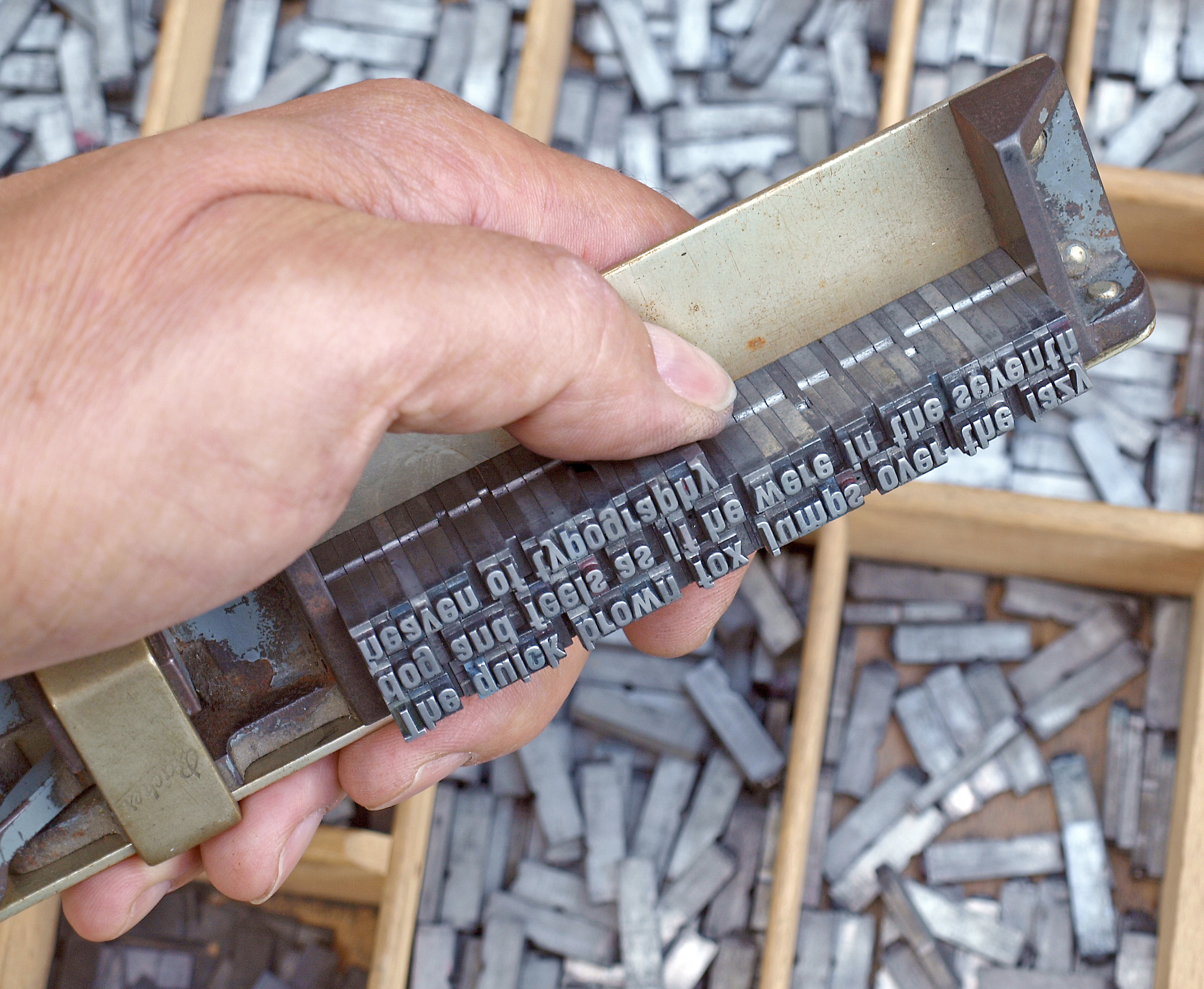
مِصَفّ محمل بحروف متحركة

المِصَفّ في طباعة الحروف وتنضيدها أداة تشبه الدرج تُستخدم لتجميع قطع من الحروف المتحركة المعدنية في كلمات وخطوط ثم تُنقَل إلى لوح قبل أن تُحكَم وتُستخدم في الطباعة.